# Марк Ацилий Глабрион (консул 33 пр.н.е.)
Вижте пояснителната страница за други личности с името Марк Ацилий Глабрион.
Марк Ацилий Глабрион (на латински: Marcus Acilius Glabrio) e политик на късната Римска република.
Произлиза от фамилията Ацилии. Син е от втория брак на Маний Ацилий Глабрион (консул 67 пр.н.е.).
През 33 пр.н.е. е избран за един от четиримата суфектконсули след Октавиан и служи от 1 юли до 1 октомври (?).
През 25 пр.н.е. става проконсул на провинция Африка.